# Sternodelus arrowi
Sternodelus arrowi – gatunek chrząszcza z rodziny biegaczowatych, podrodziny Platyninae i plemienia Platynini. Jedyny gatunek monotypowego rodzaju Sternodelus.

## Taksonomia
Gatunek został opisany w 1935 roku przez A. Jedličkę, jako Onycholabis arrowi. Nazwa gatunkowa nadana na cześć Gilberta Johna Arrowa. W 1953 autor ten przeniósł gatunek do nowo utworzonego rodzaju Sternodelus Jedlička, 1953. Liang i Kavanaugh w rewizji rodzaju Onycholabis z 2005 roku podają, że rodzaj Sternodelus może być młodszym synonimem rodzaju Notagonum.

## Opis
Mikrorzeźba głowy złożona z niewyraźnej siateczki o równych oczkach. Człony czułków od czwartego do jedenastego omszone. Podbródek z jedną parą długich szczecinek i jedną parą krótkich po bokach. Dołki (fovea) podstawowe przedplecza głębokie, rzadko punktowane. Pokrywy z podstawowymi uszczecinionymi, porowymi punktami i zaokrąglonym wierzchołku. Człony stóp I i II z bruzdami po zewnętrznej, grzbietowej stronie. Szóste widoczne sternum (VI wentryt) z dwoma krawędziowymi szczecinkami u samców.

## Występowanie
Gatunek ten jest endemitem Filipin